# 553e Volksgrenadier Division
La  553e Division d'Infanterie est une des divisions d'infanterie de la Wehrmacht durant la Seconde Guerre mondiale.

## Création et différentes dénominations
La 553. Grenadier-Division est formée le 11 juillet 1944. Stationnée à Münsingen, elle est envoyée à Nancy au début de la Campagne de Lorraine, en septembre 1944. Elle est renommée 553. Volks-Grenadier-Division le 9 octobre 1944, et est rattachée au XIII. SS-Armeekorps de la Première armée (Groupe G).

## Composition
En septembre 1944, elle se composait de 3 régiments de grenadiers et d'une compagnie de fusiliers:
- Grenadier-Regiment 1119
- Grenadier-Regiment 1120
- Grenadier-Regiment 1121
- Artillerie-Regiment 1553
- Füsilier-Kompanie 553
- Divisionseinheiten 1553

### Théâtres d'opérations
- 1944 septembre-Décembre: Campagne de Lorraine, puis Vosges et Bas-Rhin.

## Sources
- 553. Volks-Grenadier-Division sur lexikon-der-wehrmacht.de